# François de La Tour
François de La Tour, né à Plougonven et mort en 1593, est un prélat français du XVIe siècle qui fut successivement évêque de Cornouaille puis évêque de Tréguier. 

## Biographie
François de La Tour fils de Guillaume et de Jeanne de Coëtqriant est membre de l'ordre de Cîteaux et religieux à l'abbaye du Relec. Il devient vicaire et chanoine à Tréguier et est ensuite nommé évêque de Cornouaille le 26 août 1573 et consacré le 20 décembre suivant par Nicolas Langelier l'évêque de Saint-Brieuc. Il prête serment de fidélité au roi Henri III le 1er mars 1575. le 14 octobre 1583 il est transféré à l'évêché de Tréguier mais il résigne son nouveau siège épiscopal en 1587 et meurt en 1593. Pendant les troubles de La Ligue la cité épiscopale de Tréguier prend le parti du roi et la ville est assiégée par les Ligueurs.

## Source
- (en) catholic-hierarchy.org Bishop:François de La Tour